# جون دبليو. مكوي
جون دبليو. مكوي (بالإنجليزية: John W. McCoy)‏ هو رسام وفنان أمريكي، ولد في 1910، وتوفي في 1989.